# Напівавтоматичне блокування
Напівавтомати́чне блокува́ння — система інтервального регулювання руху поїздів, при якій функції відправлення і приймання поїздів виконуються як вручну, так і автоматично.
Одним з основних недоліків напівавтоматичного блокування є відсутність рейкових ланцюгів на більшій частині перегону (за винятком ділянок наближення перед вхідними світлофорами, довжина цих ділянок дорівнює гальмівному шляху; та ділянок наближення до переїздів). Внаслідок цього:
- Немає фактичного безперервного контролю вільності перегону. Вільність контролюється тільки по обміну блокувальними сигналами між станціями. У разі, якщо від поїзда відірвуться вагони, контрольні прилади не покажуть зайнятість перегону, тому черговий по станції обов'язково повинен перевіряти прибуття поїзда в повному складі за наявності хвостового сигналу або номера хвостового вагона. Тільки переконавшись, що поїзд прибув цілком, черговий має право подати на сусідню станцію блокувальний сигнал прибуття. На теперішній час, при новому будівництві, даний недолік вдається подолати застосуванням систем лічення осей.
- Неможлива робота АЛС.
- Не контролюється цілісність рейкової нитки, так як в колії перегону відсутній електричний струм.
- На одному перегоні, незалежно від його довжини, може перебувати тільки один поїзд. Наступний поїзд, навіть у попутному напрямку, можна відправити слідом зі станції тільки після повного звільнення всього перегону попереднім поїздом.